# Vepar

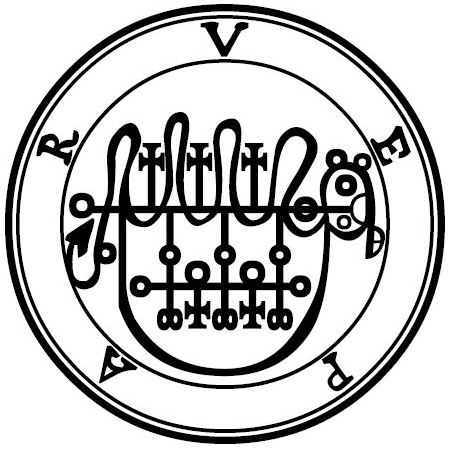
Le sceau de Vepar selon Mathers.

Vepar ou Sépar est un démon issu des croyances de la goétie, science occulte de l'invocation d'entités démoniaques.
Le Lemegeton le mentionne en 42e position de sa liste de démons tandis que la Pseudomonarchia daemonum le mentionne en 33e position,.
Puissant et redoutable duc du sombre empire, Vepar se montre sous la forme d'une sirène et conduit les vaisseaux marchands. Il afflige les hommes de blessures venimeuses qu'on ne guérit que par l'exorcisme et commande 29 légions.

## Culture populaire
Vepar (orthographié Vephar) est l'un des princes-démons du jeu de rôle In Nomine Satanis - Magna Veritas. Il est le prince-démon des océans.